# Neithhotep
Neithhotep (auch Neithotep oder Hetepu-Neith) war eine frühägyptische Königin der 1. Dynastie, welche an der Seite von König (Pharao) Narmer lebte und unter König Djer verstarb.

## Name und Identität
Der Name von Neithhotep ist deutlich an die ägyptische Göttin Neith angelehnt, welche besonders in der ersten Hälfte der 1. Dynastie kultische Verehrung erfuhr. Ihr Kultzentrum lag in Sais. Neben Neithhotep sind auf Denkmälern und Artefakten die Namen einiger, vor allem weiblicher, Personen mit Verknüpfung zu Neith erhalten: Königin Meritneith sowie die Prinzessinnen Qaneith, Herneith und Ahaneith.
Archäologische Funde legten bisher nahe, dass Neithhotep die Mutter von König Aha war, in den letzten Jahren von Narmer Königin wurde und unter Aha verstarb. Belege hierfür sind Tonsiegel aus ihrem Grab mit den Namen von Narmer und Aha. Über die Identität möglicher weiterer Nachkommen ist nichts bekannt. Neuere Inschriften aus dem Wadi Ameyra im Süden des Sinai zeigen, dass Neithhotep wohl nach König Aha eine Rohstoff-Expedition ausrüstete. Demnach kann sie nicht unter Aha verstorben sein.

## Mögliche Regentschaft

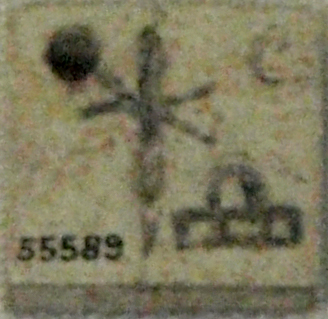
Elfenbeinetikett mit dem Namen von Neithhotep (Grab des Aha)

Ähnlich wie Königin Meritneith könnte auch Neithhotep eigenständig regiert haben, da ihr Name auf Tonsiegeln aus dem Grab von König Aha und ihrem eigenen in einem Serech erscheint, über dem sich nicht wie sonst der Horusfalke befindet, sondern das Emblem der Göttin Neith. Serechs aber waren in der Regel den männlichen Regenten vorbehalten. Weiter unterstützt wird diese These außer durch die Serechs durch die ungewöhnlichen Ausmaße ihrer Grabanlage. Gewöhnliche Königsgemahlinnen erhielten zu dieser Zeit kein eigenes Grab, sondern wurden in einem verhältnismäßig unscheinbaren Nebenbegräbnis bestattet. Eine Grabstele wie im Fall von Königin Meritneith hat man bislang jedoch nicht gefunden.
Doch im Licht der neuen Inschriften vom Sinai wird diese These möglicherweise untermauert. Das Interessante an den Inschriften ist, dass sie die Zeit der 0. Dynastie bis zum Beginn der 2. Dynastie abdecken, über die man insgesamt recht wenig weiß. Die Inschriften berichten von einer Schiffsexpedition in den Sinai im Auftrag von Königin Neithhotep, deren Ziel die Beschaffung von wertvollen Erzen und Tiergütern war. Der Name der Königin befindet sich nahe dem Bug der königlichen Barke, schräg links von Serech des Königs Djer. Eine Expedition dieses Ausmaßes hätte eine einfache Königsgemahlin nicht in Auftrag geben können, da ihre Machtbefugnisse nicht ausreichten – es sei denn, sie regierte anstelle des Pharao, weil dieser noch minderjährig und zu jung für ein vollumfängliches Königsamt war.
Die Ägyptologen Werner Kaiser und Günter Dreyer haben die Vermutung geäußert, dass Neithhotep möglicherweise mit König Teti identisch ist, dessen Name traditionell als direkter Nachfolger von Menes, dem ersten Herrscher Ägyptens, in ramessidischen Königslisten erscheint. Kaiser und Dreyer vermuten, dass die Königin als eigenständige Regentin die Staatsführung für ihren Neffen, König Djer, übernahm, da dieser noch minderjährig und somit zu jung für das Königsamt war. Unterstützt wird diese Annahme durch den Eintrag des Namens „Teti“ im Turiner Königspapyrus, wonach Teti I. nur 1 Jahr und 45 Tage regierte. Auf dem Palermostein erscheint in der Zeile, die dem Regierungsende von Aha und dem Regierungsbeginn von Djer gewidmet ist, ein zweites Sterbejahr. Die zeitliche Diskrepanz zwischen den beiden Todeseinträgen beträgt 1 Jahr, 1 Monat und 15 Tage. Dies deckt sich genau mit dem Eintrag im Turiner Königspapyrus.
Die Gleichsetzung von Königin Neithhotep mit Teti I. ist jedoch nicht allseits akzeptiert. Ägyptologen wie Walter B. Emery weisen darauf hin, dass die königlichen Nekropolensiegel (in Form aufgedrückter Tonsiegelabdrücke) aus den Gräbern der Könige Den (5. Herrscher der 1. Dynastie) und Qaa (8. und mutmaßlich letzter Herrscher der 1. Dynastie) sämtliche Horusnamen der Könige der 1. Dynastie auflisten. Auf einigen Siegeln aus der Regierungszeit von König Den ist gar der Name und Titel von Königin Meritneith eingedrückt, der die Königsliste bis Den abschließt. Der Name von Neithhotep ist hingegen in keiner der Königslisten aus der Zeit von Den zu finden (auf den Siegeln des Qaa ist nicht mal mehr der Name von Meritneith erhalten). Außerdem beginnen ausnahmslos alle Königslisten mit König Narmer, nicht mit Aha oder Djer. Emery und Kaiser heben hervor, dass auf Tonsiegel des Narmer dessen Serech gemeinsam mit dem Namen Menj erscheint. Dies wiederum stärkt die Annahme, dass Narmer mit Menes identisch ist und Aha mit Teti. Außerdem sei bekannt, dass in den meisten frühzeitlichen Königslisten weibliche Regenten aus Prinzip ausgeschlossen werden und nur männliche Herrscher geehrt werden.

## Grabanlage
Im südlichen Bezirk der vordynastischen Nekropole von Naqada befindet sich eine große Grabanlage, deren ehemaliger Oberbau (Mastaba) heute durch Erosion zerstört ist. Die Anlage wurde um 1897 von Jacques de Morgan ausgegraben und später von Ludwig Borchardt nochmals untersucht. Zunächst wurde sie aufgrund eines umstrittenen Elfenbeinetiketts für das Grab des legendären Menes gehalten. Die Wahl des Ortes für die Grabanlage verweist möglicherweise auf die Herkunft von Neithhotep aus dem nördlichen Unterägypten, zumal ihr Name ebenfalls in diese Richtung weist. Dass sie in Oberägypten bestattet wurde, mag darauf hindeuten, dass Narmer Neithhotep heiratete, um die Einigung von Ober- und Unterägypten zu festigen.